# Pristimantis actinolaimus
Pristimantis actinolaimus är en groddjursart som först beskrevs av Lynch och Jose Vicente Rueda-Almonacid 1998.  Pristimantis actinolaimus ingår i släktet Pristimantis och familjen Strabomantidae. IUCN kategoriserar arten globalt som starkt hotad. Inga underarter finns listade i Catalogue of Life.